# アキバ系

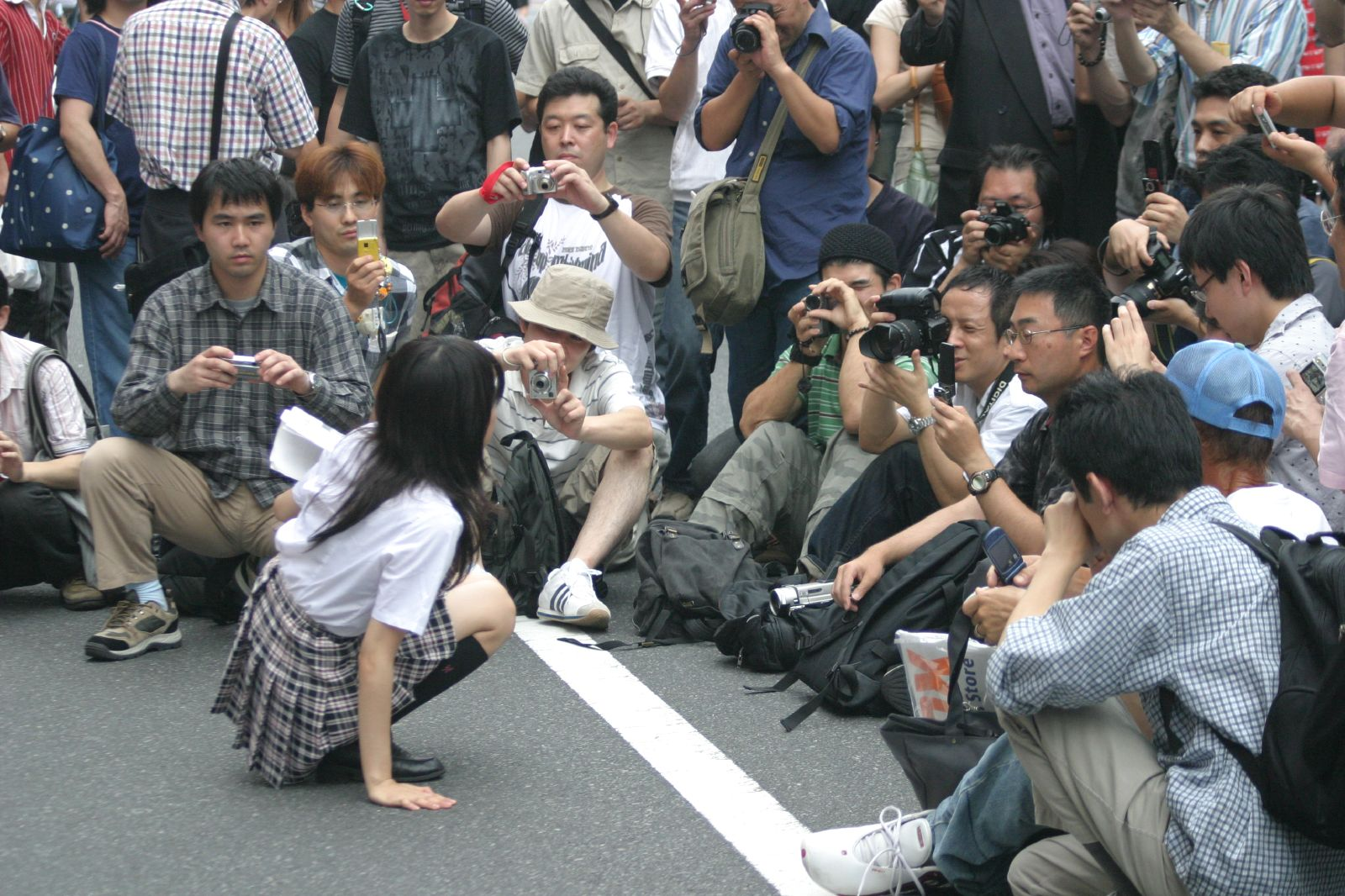
秋葉原 (2006年）

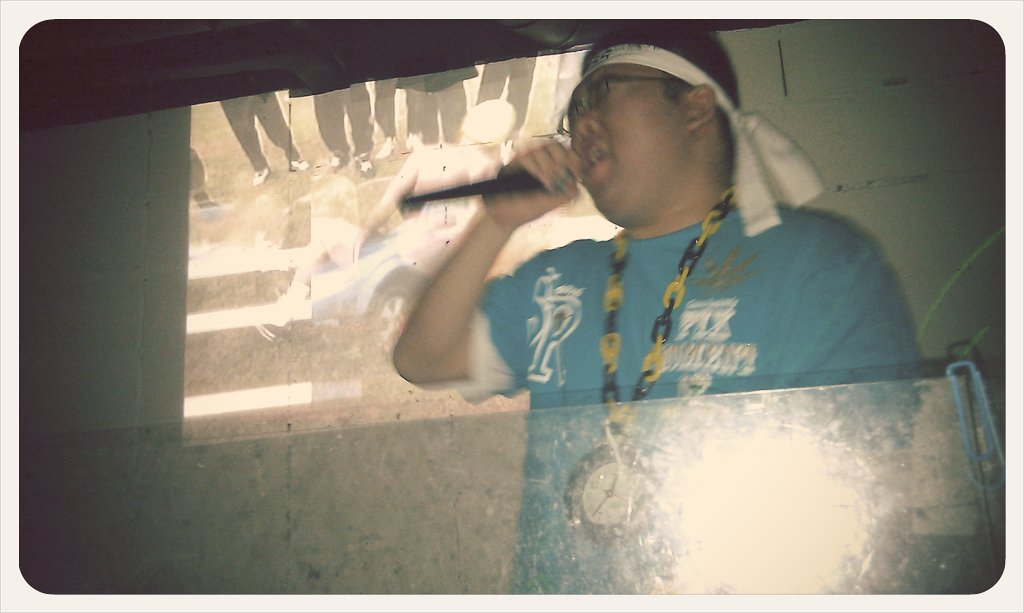
アキバ系パフォーマー

アキバ系（アキバけい）、秋葉系（あきばけい）とは、主に東京・秋葉原（通称・アキバ）や大阪・日本橋（にっぽんばし）などの繁華街に象徴される、いわゆる「おたく」文化やそこに集う人々のファッション的傾向、ないし行動スタイルを指す俗語である。
1990年代後半に男性ファッション誌「Men's egg」でオタクっぽい雰囲気を意識したファッションを「秋葉系」とした記述は見られるが、一般に広く定着したのはサブカルチャーが浸透した2000年代後半に入ってからである。2010年代に趣味の1つとして広く理解されたため、秋葉系という言葉を使う機会も減っている。

## 概要
いわゆるオタクあるいはマニアの中でも、秋葉原を情報拠点として発展したテクノ・サブカルチャーや、近年のオタク文化を趣味として、更には傾倒する向きを指している。また、2005年の『電車男』のドラマ化などメディアによってそのイメージは誇張され、当人がオタク的指向を持ち合わせていなくても、ひとつのファッションスタイルとしてこのように呼ぶこともある。

## ファッション
「秋葉系」という言葉は1999年に創刊された男性向け渋谷系ファッション誌『Men's egg』で生まれたとされる。秋葉原がおたく文化の象徴であることから、おたく系のファッションを「アキバ系ファッション」と呼んだ。服はブランド物では無い安いもので、親に買い与えられたものを基本とした。

## 音楽
オタク向けとされていたアニメソングやゲームミュージックなどをアキバ系と呼称していた。

## タレント
桃井はるこは「元祖アキバ系女王」と呼ばれる。
2007年の第58回NHK紅白歌合戦では中川翔子、リア・ディゾン、AKB48の初出場が決まり「アキバ枠」として話題となった。なお中川は後年、自身はアキバ系ではなく「中野系」であると述べている。

## 関連用語

### ポンバシ系
アキバ系に対抗する形で大阪日本橋のオタク文化を「ポンバシ系」として打ち出し、2007年4月にラジオ大阪で番組「妄想ポンバシ系」が開始される。翌年4月に「もえもえポンバシ系」にリニューアルされ、2010年5月まで放送された。

### アキシブ系
アキバ系の音楽を1990年代に流行した渋谷系ミュージックで捉え直した音楽を「アキシブ系」と呼称した。

## 関連文献
- 『アキバ系電脳街の歩き方』 アスペクト、2004年、ISBN 4757210620
- 『アキバ系アイドルあるある』 白夜書房、2012年、ISBN 978-4861919503
- 『秋葉系DJガイド』 リットーミュージック、2013年、ISBN 978-4845623174